# Размышления о причинах величия и падения римлян
Размышления о причинах величия и падения римлян (фр. Considérations sur les causes de la grandeur des Romains et de leur décadence) — философско-исторический трактат Шарля-Луи де Монтескьё. Первое издание вышло в 1734, исправленное издание в 1748.

## Содержание
В «Размышлениях» автор на примере римской истории доказывает, что только там, где граждане свободны и независимы, там, где весь народ участвует в управлении государством, общество в состоянии успешно развиваться. В прочих случаях государство теряет своё величие и в конечном счете терпит поражение от внутренних и внешних врагов.

## Цитаты
Основатели древних республик разделили землю между гражданами поровну; одного этого было достаточно, чтобы народ был могущественным, т, е. составлял благоустроенное общество; благодаря этому же он имел хорошую армию, ибо каждый был кровно заинтересован в том, чтобы защищать своё отечество.
В Риме общественные должности предоставлялись только на основании добродетели и не приносили никакой другой выгоды, кроме почестей и предпочтения при исполнении обязанностей.
Нет ничего могущественнее такой республики, где законы соблюдаются не вследствие страха или разумных соображений, но вследствие страстной привязанности к ним.
Свободное государство, то есть постоянно волнуемое борьбой партий, может сохранять себя только в том случае, если оно способно исправлять свои ошибки благодаря своим собственным законам.
Всякий раз, когда мы замечаем, что в государстве, называющем себя республикой, все спокойно, то можно быть уверенным, что в нём нет свободы.
Римский народ, не принимавший больше участия в правлении, состоявший почти исключительно из вольноотпущенников и из людей, не занятых ремеслом, живших на счет государственной казны, чувствовал лишь своё бессилие.

## Значение
В самой Франции «Размышления» успеха не имели. В парижских салонах даже говорили, что если «Персидские письма» были величием Монтескьё, то «Размышления» стали его упадком. Но в Англии книга сразу обратила на себя внимание и была переведена на английский язык. Затем появился перевод книги в Пруссии, и Фридрих Великий, прочтя её, оставил на полях своего экземпляра многочисленные примечания. А в Голландии за год книга была издана трижды, и все тиражи быстро расходились.
В России трактат Монтескьё вышел впервые в переводе Алексея Поленова под названием «Размышления о причинах величества Римского народа и его упадка» (Спб. 1769 г.), и затем в 1893 г. — под названием «Рассуждения о причинах возвышения и упадка Римлян» (с подробными примечаниями по истории и римским древностям В. И. Безобразова-Монигетти).
Именно «Размышления» Монтескьё положили начало той негативной оценке значения христианства для мировой истории, которая получила наивысшее развитие в знаменитом труде Э. Гиббона «История упадка и разрушения Римской империи».